# Alexa von Schwichow
Alexa von Schwichow (* 17. September 1975 in Offenbach am Main) ist eine ehemalige deutsche Judoka. 1994 war sie Europameisterschaftsdritte.

## Sportliche Karriere
Die 1,60 m große Alexa von Schwichow startete für die Sportschule Kustusch Reutlingen; sie kämpfte bis 1998 im Halbleichtgewicht, der Gewichtsklasse bis 52 Kilogramm. 1992 belegte sie den fünften Platz bei den Junioren-Weltmeisterschaften. 1993 gewann sie ihren ersten Meistertitel in der Erwachsenenklasse. Bei den Europameisterschaften 1993 unterlag sie im Viertelfinale der Französin Cécile Nowak und belegte letztlich den siebten Platz. Im November 1991 gewann sie den Titel bei den Junioren-Europameisterschaften. 1994 gewann sie ihren zweiten deutschen Meistertitel. Bei den Europameisterschaften 1994 in Danzig unterlag sie im Viertelfinale der Britin Deborah Allen. Mit zwei Siegen in der Hoffnungsrunde erreichte Alexa von Schwichow den Kampf um Bronze, den sie gegen die Portugiesin Paula Saldanha gewann. 1995 gewann sie ihren dritten deutschen Meistertitel. Bei den Weltmeisterschaften 1995 in Chiba schied sie nach zwei Niederlagen frühzeitig aus.
1996 belegte Alexa von Schwichow bei den Deutschen Meisterschaften den dritten Platz, bei den Europameisterschaften in Den Haag wurde sie Siebte. Ende Juli bei den Olympischen Spielen 1996 in Atlanta unterlag sie in ihrem ersten Kampf der Kubanerin Legna Verdecia nach 3:41 Minuten. In der Hoffnungsrunde schied sie gegen die Japanerin Noriko Sugawara nach einer Bestrafung (chui) aus. Ende 1996 belegte Alexa von Schwichow einen dritten Platz bei den Weltmeisterschaften der Studierenden. 1997 und 1998 unterlag sie im Finale der Deutschen Meisterschaften jeweils Raffaella Imbriani.
1999 wechselte Alexa von Schwichow ins Leichtgewicht, die Gewichtsklasse bis 57 Kilogramm. In dieser Gewichtsklasse war sie 2000 und 2001 deutsche Meisterin, wobei sie 2001 im Finale Yvonne Bönisch besiegte. Ihr größter internationaler Erfolg im Leichtgewicht war das Erreichen des Finales beim Super-Weltcup-Turnier in Wuppertal 2002, bei dem sie den zweiten Platz hinter der Kubanerin Yurisleidys Lupetey belegte.